# Gemini 3
Gemini 3 fue una misión espacial tripulada del programa Gemini, de la NASA, realizada en 1965. Fue el primer vuelo tripulado del programa Gemini, y el noveno del programa espacial estadounidense.

## Tripulación
- Virgil I. Grissom, Comandante
- John W. Young, Piloto

## Tripulación de reserva
- Walter M. Schirra, Comandante
- Thomas P. Stafford, Piloto

- Datos: Q682628
- Multimedia: Gemini 3 / Q682628